# Cartão de débito
O cartão de débito é uma forma de pagamento eletrônica que permite a dedução do valor de uma compra diretamente na conta bancária do titular do cartão (corrente ou poupança).
Fisicamente, o cartão de débito possui as mesmas dimensões de um cartão de crédito, mas quanto ao uso assemelha-se ao cheque, por representar uma ordem de pagamento à vista expedida sobre fundos da conta do cliente.
O cartão de débito é uma alternativa mais segura e cômoda do que o cheque. Para a efetivação de uma transação, o cliente deve utilizar uma senha para autorizar o acesso aos seus fundos bancários. A transação é feita por um terminal eletrônico chamado de POS (Point of Sale) instalado no estabelecimento comercial e este está conectado diretamente em rede bancária. Um comprovante é emitido ao final da transação, e todas as transações são listadas no extrato mensal da conta do cliente.

## Vantagens
Dentre as vantagens do cartão de débito em relação ao cartão de crédito, destacam-se:
- Um maior controle dos gastos: as compras por cartão de débito são limitadas aos fundos existentes na conta do cliente no ato da compra, enquanto com o cartão de crédito o cliente pode realizar uma compra cujo valor ele não dispõe para pagamento imediato, mas compromete-se a pagar essa compra futuramente;
- Para adquirir um cartão de crédito o cliente deve submeter-se a uma análise de crédito, e certos tipos de cartões somente são fornecidos para quem possuir determinada renda mensal; já um cartão de débito não apresenta essas restrições, sendo uma alternativa para os que querem um cartão para pagamentos eletrônicos mas não conseguem um cartão de crédito;
- Nas compras com cartão de débito não incorrem encargos, enquanto no cartão de crédito pode haver cobrança de juros caso a dívida não seja paga integralmente na fatura seguinte.

## Principais bandeiras aceitas no Brasil
- MasterCard Maestro
- Visa Electron
- Elo